# Castelul contelui Veress
Castelul contelui Veress este un monument istoric aflat pe teritoriul satului Bobâlna; comuna Rapoltu Mare.